# Холлвег, Райан
Райан Холлвег (англ. Ryan Hollweg; 23 апреля 1983, Дауни, США) — профессиональный американский хоккеист, левый нападающий.

## Игровая карьера
На драфте НХЛ 2001 года выбран в 8 раунде под общим 238 номером командой «Нью-Йорк Рейнджерс».
14 июля 2008 года «Рейнджерс» обменяли Холлвега в «Торонто Мейпл Лифс» на право выбора в пятом раунде драфта 2009 года.

## Статистика
```
                                            --- Regular Season ---  ---- Playoffs ----
Season   Team                        Lge    GP    G    A  Pts  PIM  GP   G   A Pts PIM
--------------------------------------------------------------------------------------
1999-00  Medicine Hat Tigers         WHL    54   19   27   46  107  --  --  --  --  --
2000-01  Medicine Hat Tigers         WHL    65   19   39   58  125  --  --  --  --  --
2001-02  Medicine Hat Tigers         WHL    58   30   40   70  121  --  --  --  --  --
2001-02  Hartford Wolf Pack          AHL     8    1    1    2    2   9   0   2   2  19
2002-03  Medicine Hat Tigers         WHL     4    1    1    2    8  --  --  --  --  --
2003-04  Medicine Hat Tigers         WHL    52   25   32   57  117  20   6   9  15  22
2004-05  Hartford Wolf Pack          AHL    73    8    6   14  239   6   1   0   1   9
2005-06  New York Rangers            NHL    52    2    3    5   84   4   0   1   1  19
2005-06  Hartford Wolf Pack          AHL     7    2    1    3   11  --  --  --  --  --
2006-07  New York Rangers            NHL    61    1    1    2  117
--------------------------------------------------------------------------------------
         NHL Totals                        113    3    4    7  201   4   0   1   1  19

```

## Достижения
- Обладатель Президентского кубка Западной хоккейной лиги: 2004 («Медисин-Хат Тайгерс»)
- Чемпион Чехии: 2013 («Пльзень»)